# Queer Lion 2013
Il Queer Lion 2013 è la settima edizione del riconoscimento collaterale che premia «il miglior film con tematiche omosessuali & Queer Culture», assegnato nel quadro delle manifestazioni previste per la LXX Mostra del Cinema di Venezia svoltasi dal 28 agosto al 7 settembre 2013.
Il premio è stato patrocinato dalla Regione del Veneto, dalla Provincia di Venezia, dal Comune di Venezia, dal Sindacato Nazionale Critici Cinematografici Italiani e, per la terza volta dal Ministero dei Beni e delle Attività Culturali e del Turismo.
Il premio è stato assegnato a Philomena di Stephen Frears con la seguente motivazione:

## Giuria
La giuria è stata presieduta dal critico cinematografico Angelo Acerbi. Gli altri membri sono stati Daniel N. Casagrande, e Marco Busato, delegato generale dell'associazione culturale CinemArte.

## Film in concorso
I film in competizione per il titolo alla rassegna sono stati dieci, individuati nelle diverse sezioni del festival.

### Venezia 70
- Via Castellana Bandiera di Emma Dante (Italia, Svizzera, Francia, 90')
- Tom à la ferme di Xavier Dolan (Canada, Francia, 95')
- Philomena di Stephen Frears (Gran Bretagna, 94')

### Orizzonti
- Piccola Patria di Alessandro Rossetto (Italia, 110')
- Eastern Boys di Robin Campillo (Francia, 128')

### Giornate degli autori
- Gerontophilia di Bruce LaBruce (Canada, 85')
- Julia di J. Jackie Baier (Germania, Lituania, 89')
- Giovani ribelli - Kill Your Darlings (Kill Your Darlings) di John Krokidas (Stati Uniti d'America, 103')
- Tres bodas de mas di Javier Ruiz Caldera (Spagna, 94')

### Settimana Internazionale della Critica
- L'armée du salut di Abdellah Taïa (Francia, 81')